# Dead Mall

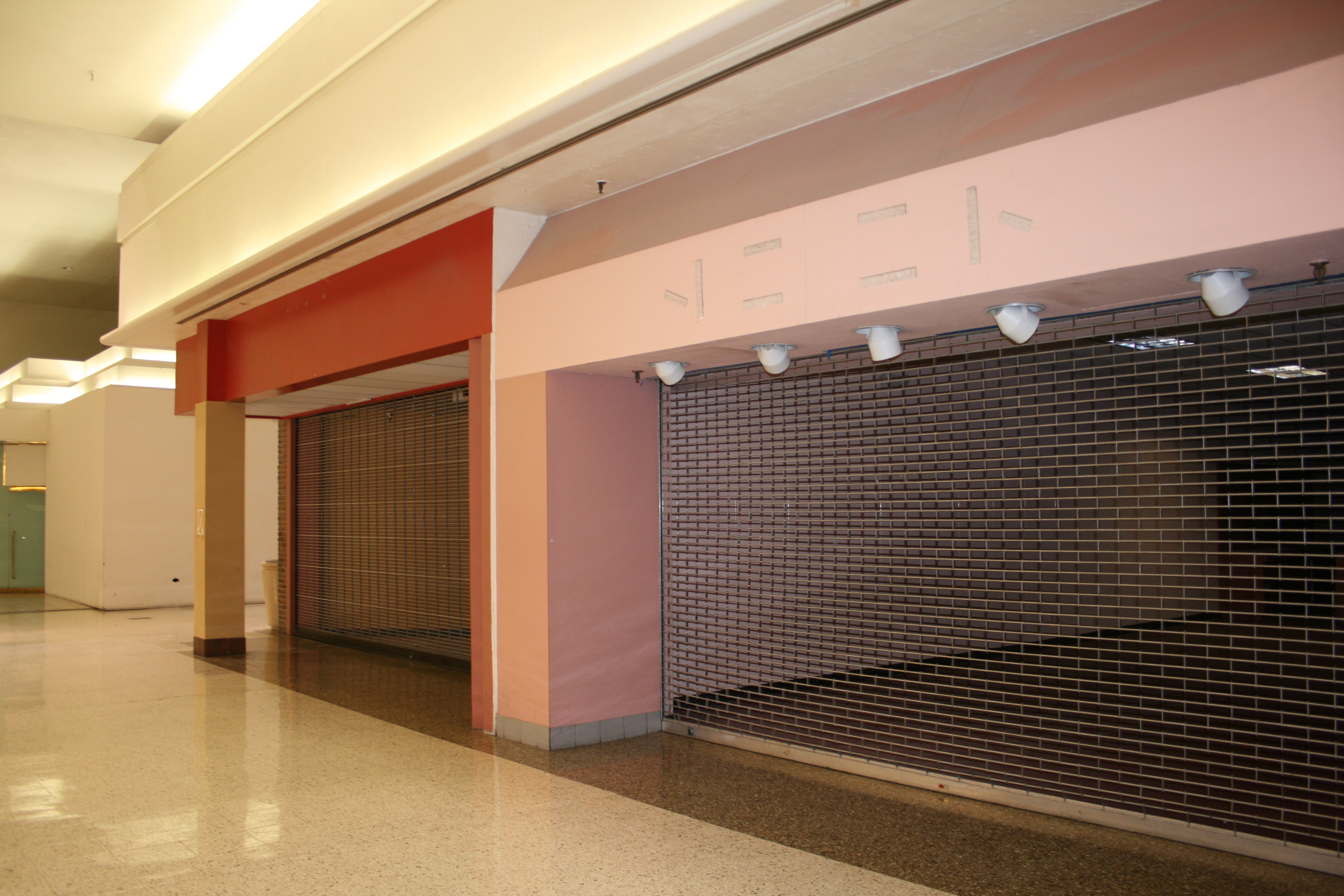
Leerstände in der El Con Mall, 2009

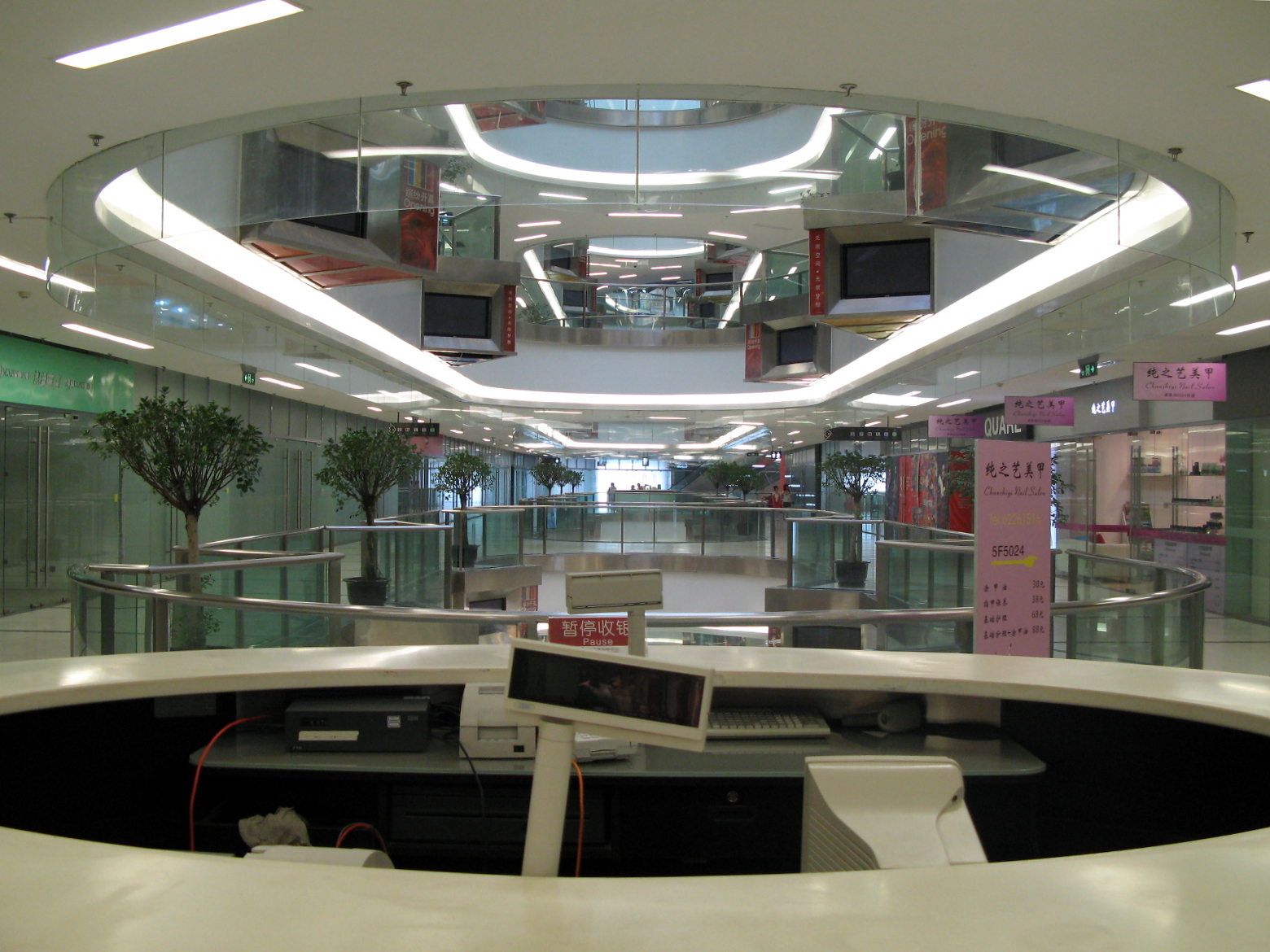
Ein leerstehender Teil der Shanghai Summit Shopping City in Shanghai, China, 2007

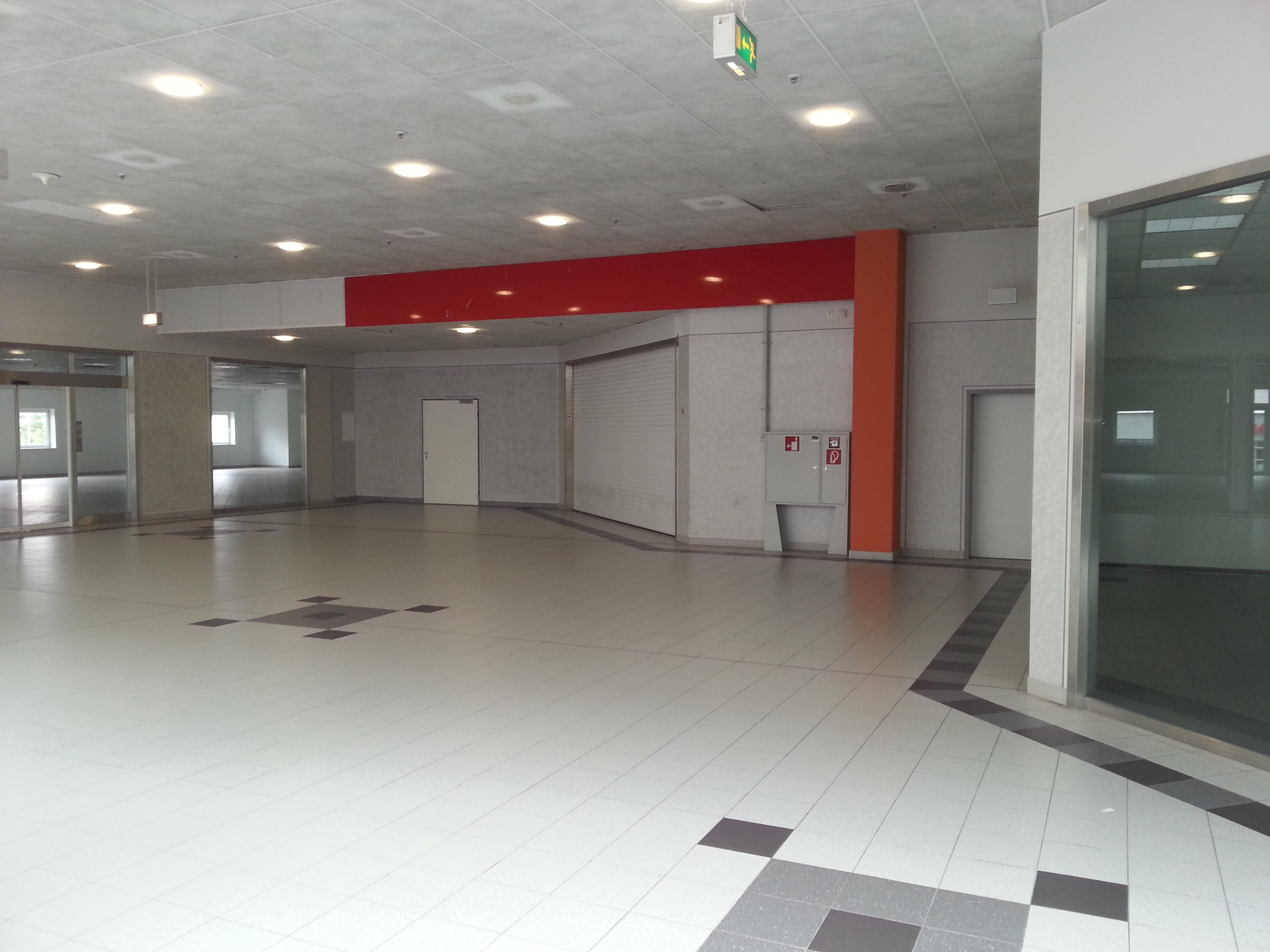
Leerstand im mittlerweile abgerissenen Lilien Center in Sulzbach-Rosenberg

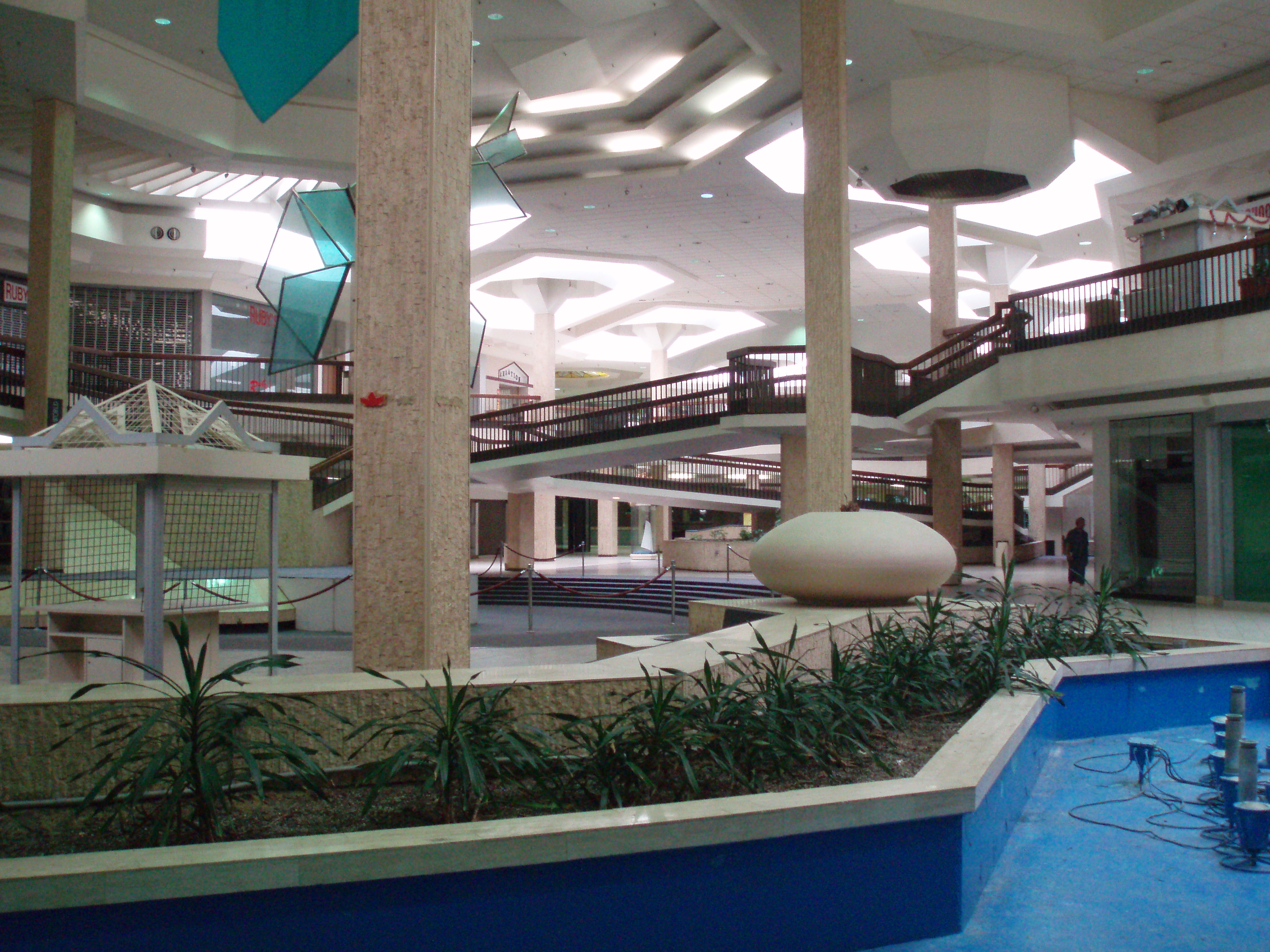
Randall Park Mall Ohio

Eine Dead Mall (deutsch: totes Einkaufszentrum) ist ein Einkaufszentrum mit einer hohen Leerstandsrate oder einer niedrigen Kundenfrequenz, das Verfallserscheinungen zeigt. In den USA werden Einkaufszentren als „tot“ betrachtet, wenn es keinen Ankermieter mehr gibt, der einen hohen Kundenstrom generiert. Ohne die durch den Ankermieter erhöhte Kundenfrequenz nehmen die Einnahmen der dadurch unrentabel werdenden verbliebenen Geschäfte ab, die Mieteinnahmen des Einkaufszentrums sinken, wodurch dieses nicht mehr in der Lage ist, Erhaltungsarbeiten zu finanzieren. Ein leerstehendes Geschäftslokal eines Ankermieters wird als Ghostbox bezeichnet, Reste von Logos oder Reklamen werden Markennarbe genannt.

## Ursachen
Der Verfall eines Einkaufszentrums kann mit dem sozioökonomischen Verfall seiner Umgebung oder der Eröffnung eines neueren, größeren Einkaufszentrums im selben Einzugsgebiet beginnen. Losgelöst von diesen standortspezifischen Problemen gibt es aber auch Entwicklungen, die das Geschäftsmodell der Einkaufszentren generell durch Veränderungen im Einzelhandelssektor erschweren: lokale und regionale Ketten wurden durch wenige nationale Ketten ersetzt. Einkaufszentren haben zumeist mehr Lokale für Ankermieter, als potentielle Mieter am Markt aktiv sind. Neue Handelsketten siedeln sich häufig in freistehenden Gebäuden an.
Zudem sind Einkaufszentren anfällig für Veränderungen im Einkaufsverhalten der Kunden. Diese sind tendenziell weniger als früher bereit, lange Wege zu Einkaufszentren zurückzulegen und sich längere Zeit in diesen aufzuhalten. Das Angebot von Einkaufszentren wird vermehrt als unnötiger Luxus betrachtet, weshalb größere Geschäfte und konventionelle Einkaufsstraßen zeitsparend vorgezogen werden. Das Geschäftsmodell der Einkaufszentren hat bislang nicht auf das vermehrte Entstehen von großen, freistehenden Geschäften reagiert. Unter dem Eindruck solcher Entwicklungen wird insbesondere in den USA seit etwa 2010 von einer retail apocalypse („Einzelhandelsapokalypse“) gesprochen, die in erster Linie auf Konkurrenz durch den elektronischen Handel und dort vor allem auf den Branchenriesen Amazon zurückgeführt wird.
Konkurrenz für herkömmliche Einkaufszentren erwächst auch durch Lifestyle Center, die Elemente von Power Centers, großen Einzelgeschäften und Einkaufsstraßen vereinen. Angesichts dieser Veränderungen erklärte Newsweek das Konzept des herkömmlichen Einkaufszentrums bereits 2008 für obsolet.

## Beispiele im deutschsprachigen Raum
Ein Beispiel für eine sogenannte „Dead Mall“ stand in der fränkischen Großstadt Fürth. Das 1985 eröffnete Einkaufszentrum City-Center Fürth (heute Flair) im Herzen der Innenstadt mit ca. 25.000 m² Verkaufsfläche stand seit vielen Jahren weitestgehend leer – ohne Ankermieter. Lediglich Sonderpostenmärkte und Nagelstudios wurden in einer Handvoll Geschäften des ehemaligen City-Centers noch betrieben, die meisten Stockwerke des sich über drei Ebenen erstreckenden Gebäudes standen leer, Rolltreppen und Fahrstühle waren außer Betrieb. Der letzte Ankermieter, ein Textilkaufhaus, verließ die Mall im März 2015 für einen neuen Standort in der Innenstadt. Im Dezember 2017 wurde das City-Center Fürth für einen geplanten Umbau geschlossen. Schlussendlich wurde das alte Center abgerissen, um ein neues Center an derselben Stelle zu errichten.
Das 1977 errichteten Einkaufszentrum „City-Center“ in Eschweiler bei Aachen, das nach der Schließung eines früheren Karstadt-Hauses (zuletzt bis 2009 zu Hertie gehörend) und darauf folgenden Schließungen weiterer Geschäfte weitgehend leer stand, wurde inzwischen abgerissen. Der ehemalige Formel-1-Fahrer Ralf Schumacher wollte hier zusammen mit einem Partner nach dem Abriss ein neues Stadtviertel mit gemischter Nutzung durch Wohnen, Gewerbe und Handel errichten.
Die erst 2008 errichteten Aachen Arkaden im Stadtteil Rothe Erde sind ein weiteres Beispiel. Hier jedoch ist es sogar so gewesen, dass der Komplex niemals vollständig vermietet war und auch nie nur ansatzweise die hohen Erwartungen erfüllen konnte. Stand 2022 befinden sich dort nur noch in den Büroetagen das Gesundheitsamt der Stadt Aachen und ein Fitnessstudio, sowie im Gewerbe ein Bäcker, ein Drogeriemarkt und eine Netto-Filiale. Über 80 % des Gebäudes stehen leer.

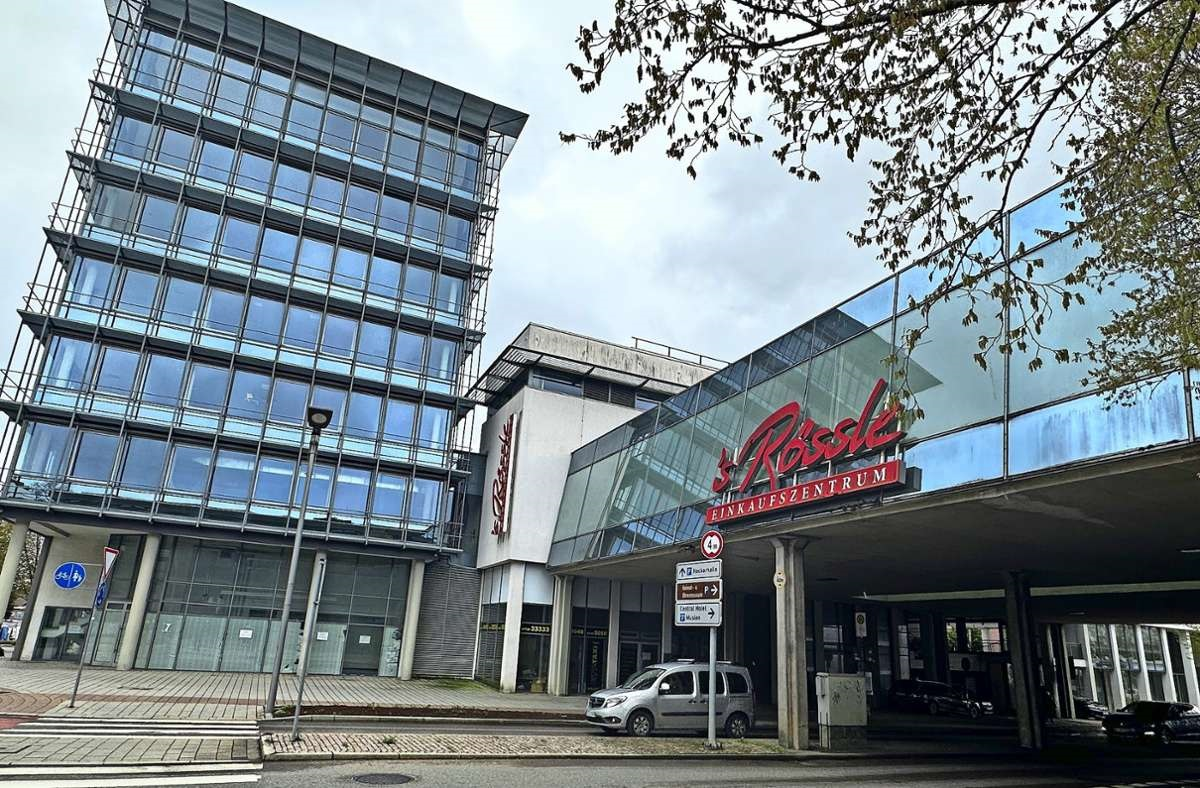
Das Rössle-Einkaufszentrum steht seit Jahren leer

Weitere prominente Beispiele sind das Schwabylon in München und die Zeilgalerie in Frankfurt, die nie die in sie gesetzten Erwartungen erfüllen konnten und nach relativ kurzer Zeit wieder abgerissen wurden. Das Rössle-Einkaufszentrum in Villingen-Schwenningen verlor nach der Eröffnung im Jahr 2000 schnell fast alle Mieter und steht seit über 10 Jahren leer. Ein Abriss und Neubau ist seit Jahren geplant, bisher jedoch nicht erfolgt. Beispiele gibt es auch aus kleineren Städten, so etwa das 2001 im oberpfälzischen Sulzbach-Rosenberg eröffnete Lilien Center, das mittlerweile abgerissen wurde und den neu konzipierten Oberpfalz Arkaden weichen musste, die im Juli 2022 eröffnet wurden.

## Verwertungsmöglichkeiten
Einige tote Einkaufszentren wurden durch Neugestaltungsmaßnahmen reattraktiviert. Die Attraktivierung durch Umbauten oder Neuausstattungen kann neue Mieter anziehen, durch die die wirtschaftliche Basis des Einkaufszentrums wiederhergestellt werden kann (z. B. versucht bei Zeilgalerie Frankfurt, schließlich Neubau). Eine Möglichkeit der Neugestaltung stellt der Umbau in einen Megastore dar. Einige tote Einkaufszentren wurden einem anderen Verwendungszweck zugeführt. Die Park Central Mall in Phoenix und das Eastmont Town Center in Oakland beherbergen Bildungseinrichtungen.
Falls keine Nachnutzungmöglichkeit gefunden werden kann, wird das Gebäude abgerissen und die freigewordene Fläche für neue Bauprojekte genutzt.